# Fetich
 For alternative betydninger, se Fetich (flertydig). (Se også artikler, som begynder med Fetich)
En fetich er en form for stærk amulet, gudefigur eller åndefigur som tillægges overnaturlige kræfter og dyrkes.
Begrebet fetichisme er afledet af denne betydning af ordet fetich. I overført betydning benyttes udtrykket fetich om ting, der vises en (overdreven) ærefrygt over for, eller i slang om en ting, en person går meget op i.
Ifølge Karl Marx er fetichismen en betegnelse for varens fetich-karakter under kapitalismen. Tingen tillægges overvældende værdi mens mennesket nedvurderes.

## Etymologi
Fetich ← fransk fétiche ← portugisisk feitiço "fortryllet" ← latin facticius "kunstig", "kunstlet" ← facere "gøre"
Begrebet feitiço blev brugt af portugisiske kolonister i Afrika, til at beskrive afrikanernes kultgenstande.
Via det latinske facere deler det oprindelse med ord som faktisk, faktor og faktum.